# Dirk Dickerdack
Dirk Dickerdack is een van de vaste personages uit de Nederlandse stripreeks Tom Poes, oorspronkelijk geschreven en getekend door Marten Toonder. Hij is de burgemeester van Rommeldam. Hij heeft de gedaante van een nijlpaard.

## Oorsprong en personage
Dirk Dickerdack treedt voor het eerst op in het verhaal De watergeest (1947). Het blijkt op dat moment dat hij Heer Bommel al kent: “Jij bent toch die guit die altijd domme streken uithaalt?” Hij is de niet bepaald onkreukbare burgemeester van de stad en gemeente Rommeldam. Zijn belangen gelden echter zelden zichzelf, maar het door hem vermeende belang of de vooruitgang van de gemeente. Zijn soms twijfelachtige gedrag wordt door zijn voornaamste ambtenaren, Dorknoper en Bulle Bas, uit loyaliteit doorgaans goedgekeurd, maar dit kan te maken hebben met het feit dat Dickerdack zichzelf boven de partijen acht en dit algemeen geaccepteerd wordt door het merendeel van de inwoners van Rommeldam. Dit blijkt ook uit onder andere door het noemen van een avenue en een plantsoen naar zichzelf.
Dickerdack is een gezien lid van de Kleine Club, waar hij zeer vaak verblijft. Hij is makkelijk bereid om het op een akkoordje te gooien met de andere leden, als dat nodig is. Heer Bommel ziet hij zoals die werkelijk is: als de naïeve, wat dommige bewoner van Bommelstein, die regelmatig in zeven sloten tegelijk loopt en die eigenlijk hulp behoeft, maar toch vindt hij het op slot Bommelstein goed toeven. Van alle gasten in de eindstrip van ieder verhaal verschijnt de burgemeester na Tom Poes bijkans het meest aan de feestdis.
Dickerdack is getrouwd. In De wraakgier (1956) blijkt hij ook een zoontje te hebben. 
Zijn doorlopende ultieme verlangen is een vakantie naar het Zuiden.